# 盘龙七
盘龙七（学名：Hemsleya panlongqi），为葫芦科雪胆属下的一个植物种。